# Ювілейна синагога
Ювілейна синагога (чеськ. Jubilejní synagoga), також відома як Єрусалимська синагога (чеськ. Jeruzalémská synagoga) через своє розташування на Єрусалимській вулиці, є синагогою у Празі, Чехія. Вона була побудована у 1906 році, оформлена Вільгельмом Стяссни і названа на честь срібного ювілею імператора Франца Йосифа I.

## Опис
Синагога побудована в неомавританському стилі з декором у стилі модерн, особливо в інтер'єрі. Вона була нещодавно відремонтована і досі служить релігійним цілям. Відтоді, як Чехословаччина стала незалежною у 1918 році, вона почала називатися Єрусалимською синагогою, оскільки назву Ювілейна синагога було отримано на честь річниці правління Франца Йосифа I в поваленій Австро-Угорській монархії.
У синагозі збереглися іменні таблички, зняті з колишньої синагоги Зігойнер (Zigeuner), яка була зруйнована під час кампанії з оновлення міста, що стало причиною будівництва Ювілейної синагоги.
Фасад і форма синагоги є сумішшю неомавританського стилю і модерну з підковоподібними арками на фасаді і на внутрішніх колонах, що підтримують жіночі галереї в будівлі з трьома бухтами. Особливо виділяються червоно-білі мудехарські лінії на кам'яному фасаді. Усередині мавританські елементи облицьовані блискуче розписаними візерунками в стилі модерн.
Після століття відкритості для публіки як молитовного будинку, за винятком періоду нацистської німецької окупації, коли її використовували для зберігання конфіскованого в євреїв майна, 1 квітня 2008 року Ювілейна синагога почала регулярно відчиняти свої двері для туристів і шанувальників історичної архітектури.

## Галерея

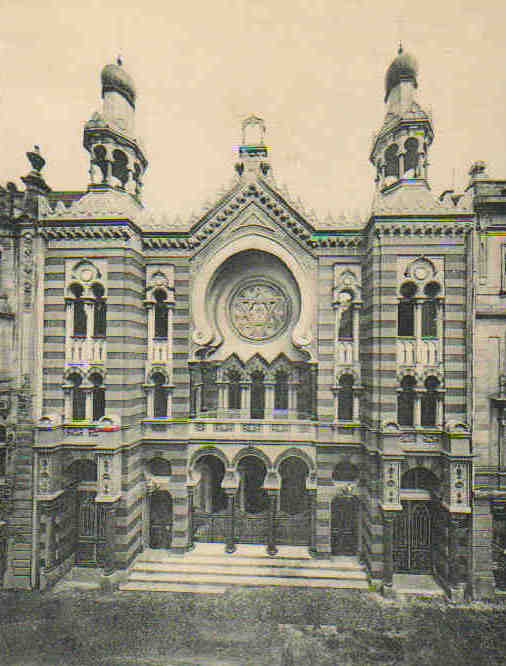
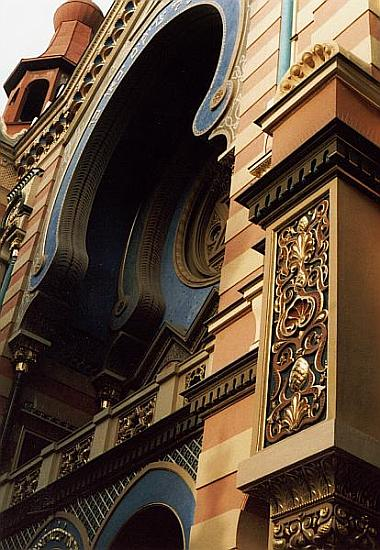
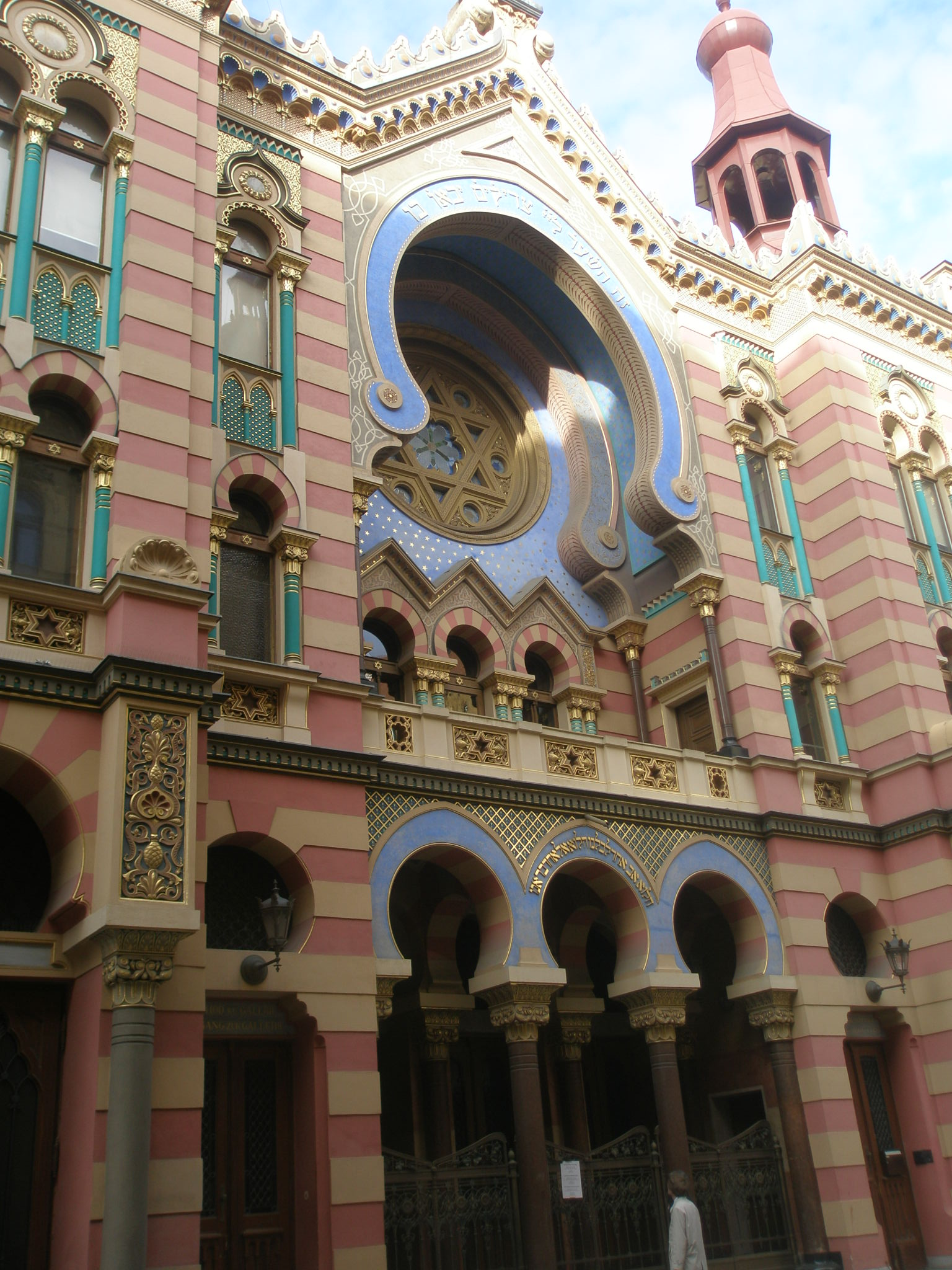
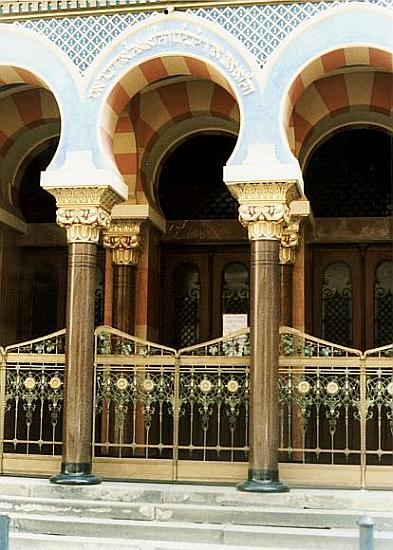
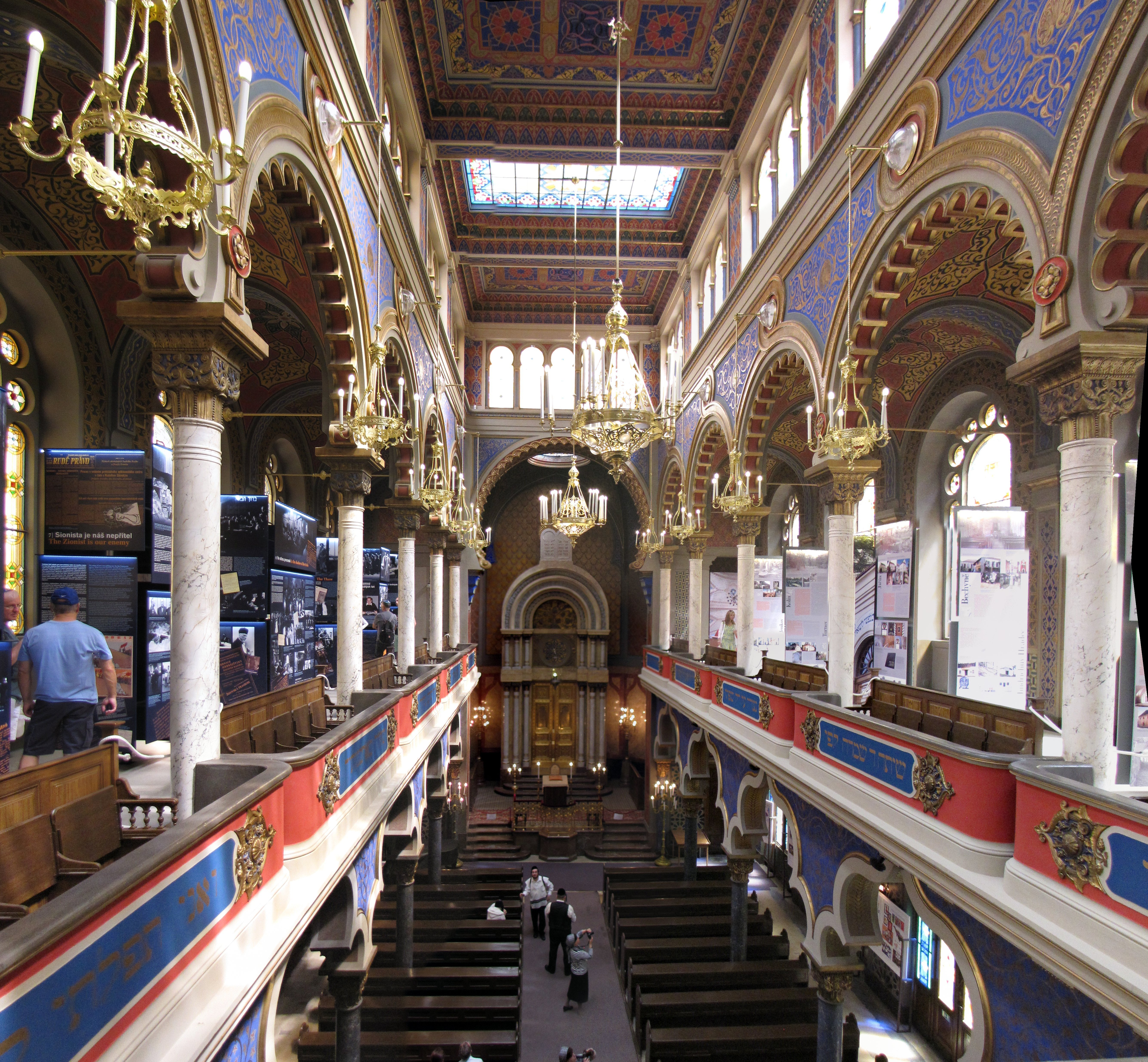
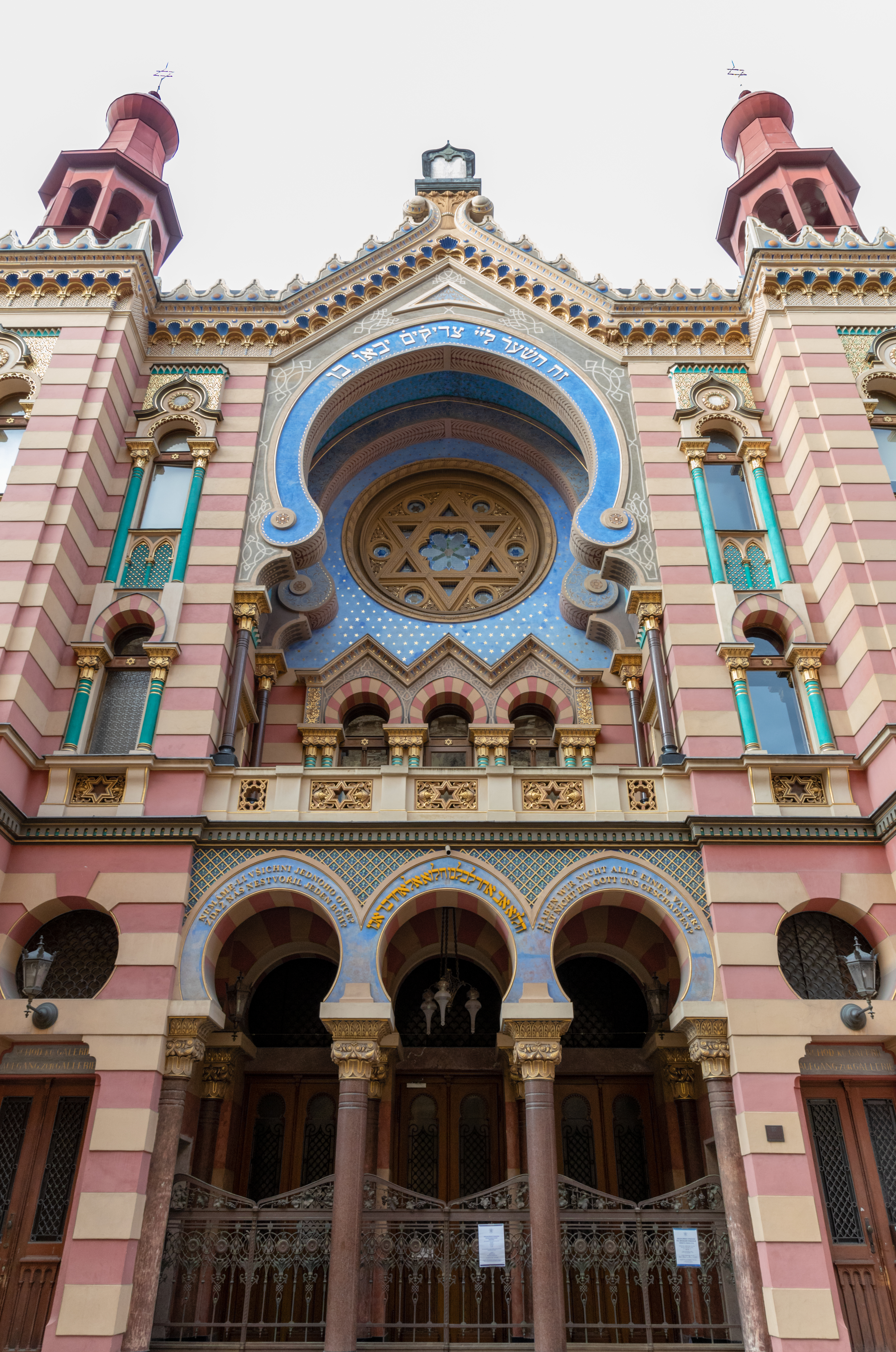